# Luchthaven Jamboerg
Luchthaven Jamboerg (Russisch: аэропорт Ямбург) is een luchthaven op 21 kilometer ten noordwesten van de nederzetting Jamboerg op het Tazov-schiereiland in het noorden van West-Siberië. De luchthaven is onderdeel van het district Nadymski in het Russische autonome district Jamalië en is geschikt voor middelgrote vliegtuigen, zoals de Tu-154, Il-76TD, An-74 en meerdere helikoptersoorten. De luchthaven is verbonden met Jamboerg via een weg. Van de ongeveer 100.000 passagiers die de luchthaven jaarlijks aandoen, bestaat het grootste deel uit werknemers van Gazprom. Gazpromavia heeft een kantoor op de luchthaven.